# Ушаков-Поскочин, Максим Владимирович
Максим Владимирович Ушаков (позднее — Ушаков-Поскочин; 1893, Колголемо, Санкт-Петербургская губерния — 1 марта 1943, Карлаг, Карагандинская область) — советский художник-график, плакатист, иллюстратор, карикатурист, художник театра.

## Биография
М. Ушаков родился в 1893 году в селе Колголемо (ныне — в Волховском районе, Ленинградская область) в семье поручика лейб-гвардии Павловского полка. После выхода отца в отставку семья Ушаковых переехала в Петрозаводск. Максим рано проявил способности к рисованию, но специально с ним никто не занимался. Окончив Олонецкую губернскую мужскую гимназию, Ушаков приехал в 1911 году в Петербург, чтобы поступить в Академию художеств. К экзаменам по рисунку и композиции Ушаков готовился в мастерской известного мастера книжной графики Д. Кардовского. Вероятней всего, именно это обстоятельство определило дальнейшую судьбу Ушакова, творчество которого в основном было связано с графикой.
В 1918 г. Максим Владимирович Ушаков возвратился в Петрозаводск, работал декоратором в театре Мурманской железной дороги, в 1919 г. был членом коллегии подотдела изобразительных искусств отдела народного образования Олонецкой губернии. В 1919 г. призван в Красную армию, служил в разведке на Карельском перешейке. В 1921 году Максим Владимирович вернулся к учёбе в Академии художеств.
В 1925 году получил диплом художника.
В середине 1920-х Ушаков создал несколько политических плакатов: «Велика скорбь — велико наследие», «Ленин — вождь международного пролетариата» (1924), «По завету Ленина крепи рабоче-крестьянскую смычку!», «Да здравствует международная пролетарская революция», «Красная армия и Красный флот — надёжная стража СССР», «Крестьянка, укрепляй союз рабочих и крестьян — он сделает СССР непобедимым» (1925).
Арестован в 1941 году, осужден «за контрреволюционную деятельность» (ст. 58-10) на 8 лет. Умер в 1943 году в Карагандинском исправительно-трудовом лагере.
Реабилитирован в 1956 году.